# 加島雷三
加島 雷三（かしま らいぞう、1949年3月21日 - ）は、日本の元プロボクサー。本名は唐鎌 孝。鹿児島県出身。元日本ジュニアミドル級王者。常滑ジム所属。

## 来歴
1968年5月29日、プロデビュー。1973年4月4日、タートル岡部を判定で破り日本ジュニアミドル級王座を獲得した。同年7月5日、前王者岡部を再度判定に下して初防衛に成功した。同年9月26日、2度目の防衛戦で中川仁士に4回でKOされ、王座を失った。この試合を最後に引退した。

## 通算戦績
24戦10勝（2KO）12敗2引分け

## 獲得タイトル
- 第7代日本ジュニアミドル級王座（防衛1度）